# 索尼α77
Sony SLT-Alpha 77V，是索尼公司于2011年8月24日推出的一款中高端半透反光镜单眼數位相机，是α700的接班機種。它配备了一枚2400万像素的APS-C CMOS传感器，同时也具备了高端单反才有的每秒12帧连拍功能。

## 功能
- 2430万像素Exmor CMOS传感器
- 升级过的BIONZ图像处理器
- ISO 100-16000（多帧合成时可到25600。扩展范围低至ISO 50）
- 可定制上下限值的自动ISO功能
- 内置红色自动对焦灯
- 三轴旋转/翻转92万像素TruBlack™液晶屏幕
- 液晶肩屏
- 立体声麦克风和外置麦克风插口
- 自动对焦微调
- 传感器振动除尘
- 第二代半透明反光镜技术
- 最高快门速度可达1/8000秒，快门寿命达150000次
- 有耐候功能的镁合金机身
- Tru-Finder™ XGA OLED电子取景器，分辨率236万像素，100%视野覆盖率
- 全高清录制功能，包括60p，60i或者在1080p时全程24p
- AVCHD编码
- 有相位检测自动对焦的实时取景
- 19点自动对焦传感器，其中11个为十字型
- 1200区测光
- SteadyShot™ 图像稳定技术
- 内置GPS
- 3D 手持全景拍摄
- 3向旋转/翻转液晶屏幕
- 多帧降噪
- 目标跟踪式自动对焦
- 12 bits RAW